# Arctapila
Arctapila is een geslacht van kevers uit de familie  
kniptorren (Elateridae).
Het geslacht is voor het eerst wetenschappelijk beschreven in 1891 door Candèze.

## Soorten
Het geslacht omvat de volgende soort:
- Arctapila bruckii (Candèze, 1865)